# NGC 3468
NGC 3468 é uma galáxia lenticular (S0) localizada na direcção da constelação de Ursa Major. Possui uma declinação de +40° 56' 47" e uma ascensão recta de 10 horas, 57 minutos e 31,2 segundos.
A galáxia NGC 3468 foi descoberta em 18 de Março de 1787 por William Herschel.